# Ferdinand Adolph Lange

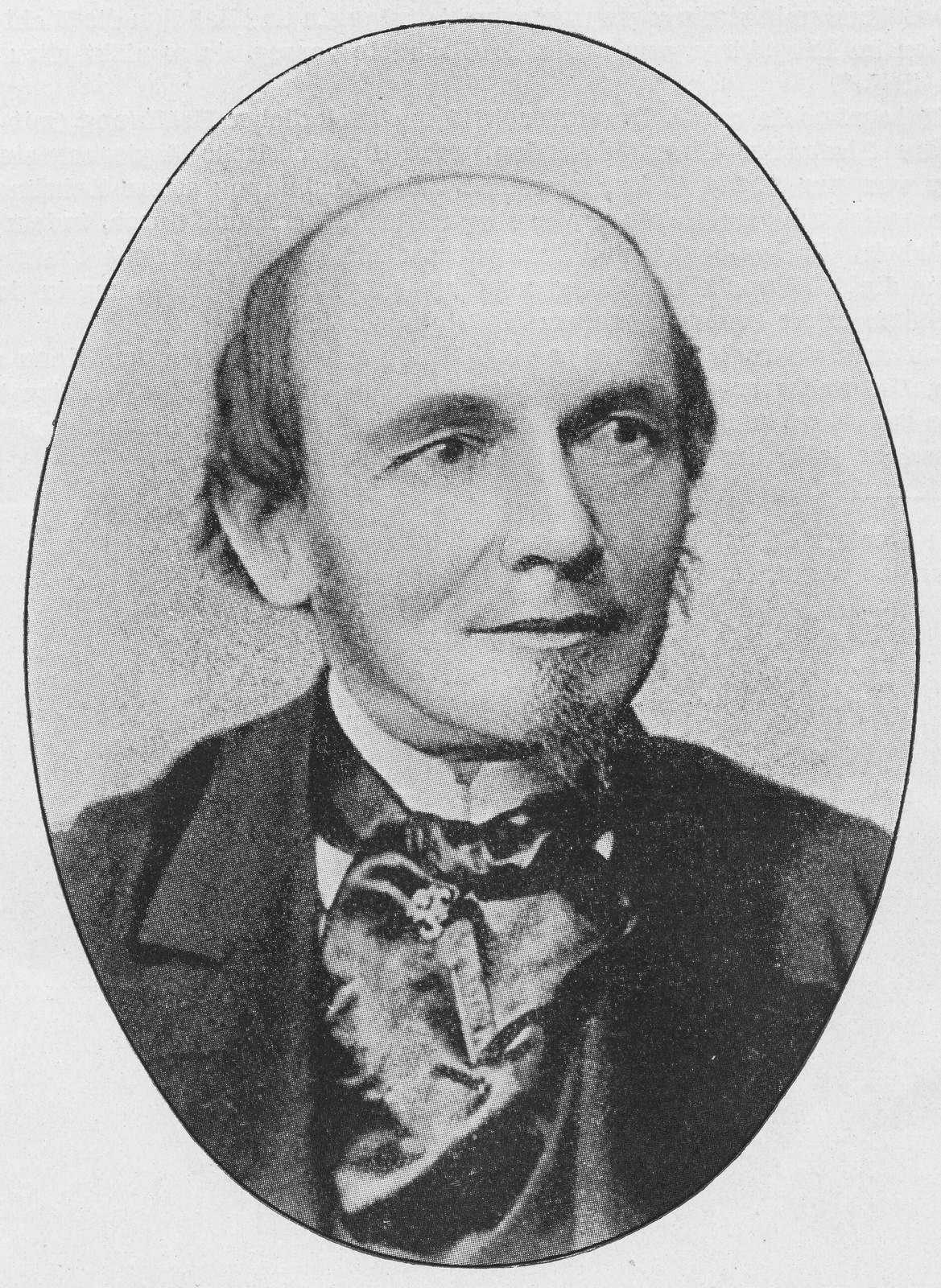
Ferdinand Adolph Lange

Ferdinand Adolph Lange (ur. 18 lutego 1815 w Dreźnie, zm. 3 grudnia 1875 w Glashütte) – niemiecki zegarmistrz, wynalazca, polityk i przedsiębiorca, założyciel firmy produkującej zegarki A. Lange & Söhne.